# Eski-Kermen

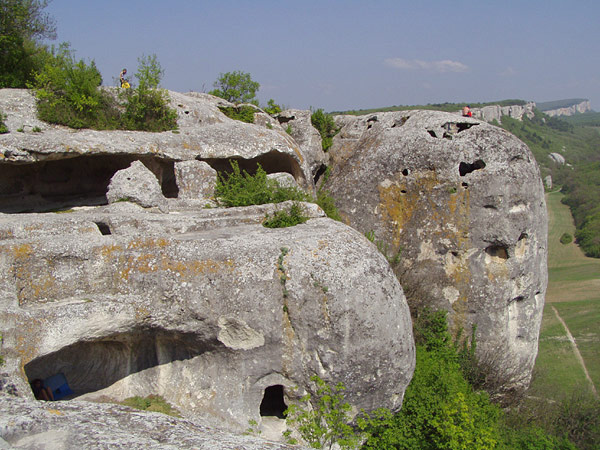
Eski Kermen

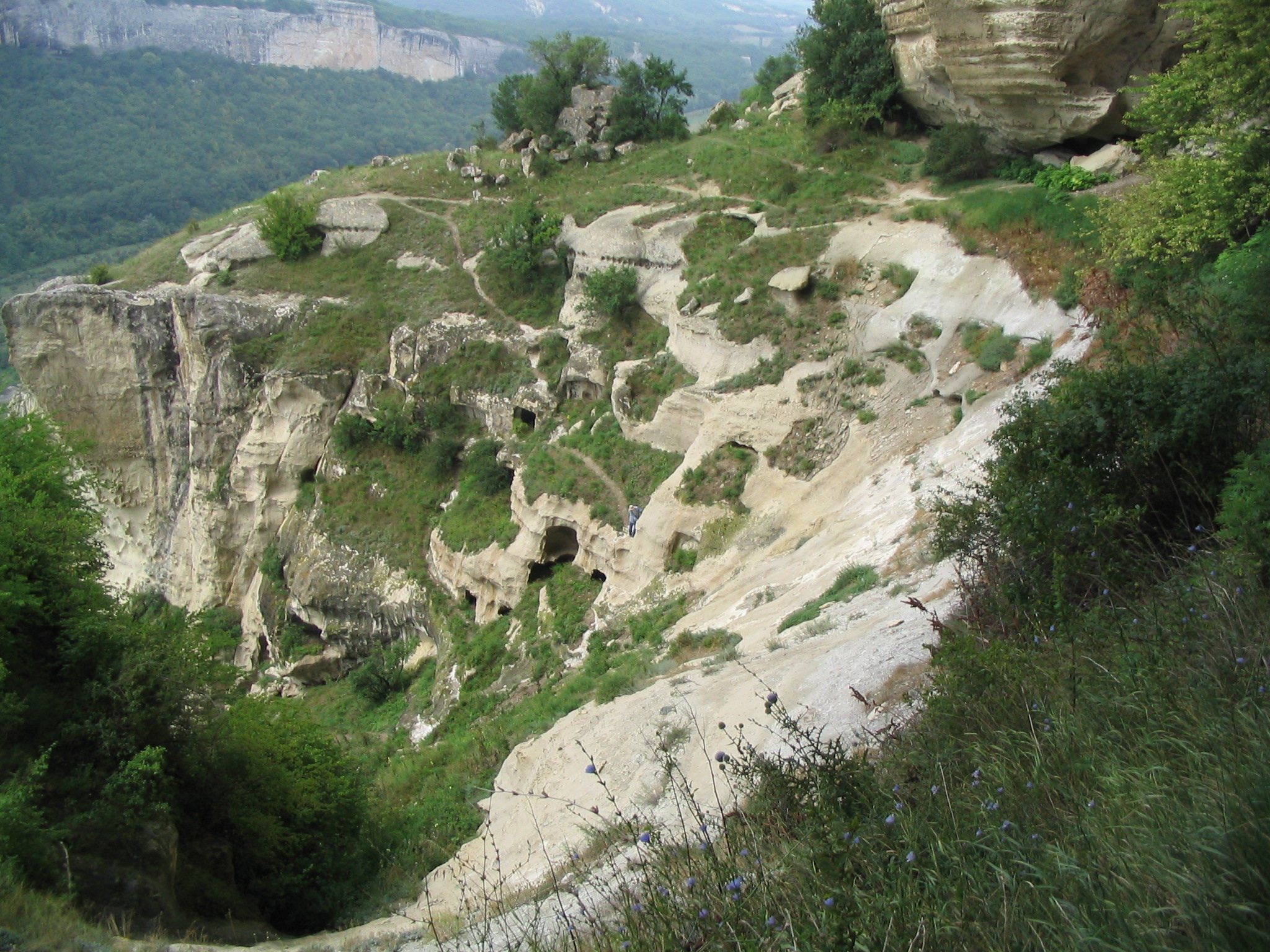
Eski Kermen

Eski Kermen – (krm. Eski Kermen, ros.Эски-Кермен, z języka krymskotatarskiego: Stara Twierdza – średniowieczne miasto-twierdza w zachodniej części Krymu na Ukrainie w pobliżu Bakczysaraju.
Zajmowało 8,5 ha powierzchni, mając 1040 m długości i do 170 m szerokości. Zbudowano je na szczycie góry stołowej, ograniczonym urwiskami o wysokości do 30 m. Obecnie jest to najczęściej odwiedzane przez turystów skalne miasto Krymu, po Czufut-Kale.
Założone pod koniec VI w n.e. jako twierdza Cesarstwa Bizantyjskiego, istniało do końca XIV w. Historia miasta do X w jest słabo znana, była to mało znacząca twierdza i osada. Od X w następuje stopniowa rozbudowa miasta i wzrost jego znaczenia, z apogeum w XII i XIII w., kiedy liczba mieszkańców prawdopodobnie wynosiła 3000. W 1299 miasto zostaje zrujnowane przez wojska mongolskie pod dowództwem Nogaja i nie odzyskuje swojej świetności. W 1399 armia mongolska pod wodzą Edygeja zniszczyła odbudowaną osadę, która od tej pory pozostawała niezamieszkana.

## Zabytki
- Dobrze zachowane fortyfikacje z VI i XII wieków.
- Około 350 pieczar wykutych w skałach w obrębie miasta i około 50 poza miastem. Większość z nich powstała w XII – XIII w jako pomieszczenia gospodarcze, głównie zagrody dla bydła, rzadziej piwnice. Niewielka część (15%) jaskiń miała funkcje obronne lub sakralne.
- Ruiny trzynawowej bazyliki wielkości 24x13 m z końca VI w., znacznie rozbudowanej pod koniec XI w.
- Kompleks studni z VI w., złożony z 6 odcinków schodów z małymi platformami, zbudowanymi w celu mijania się tragarzy oraz końcowego korytarza długości 20 m prowadzącego do naturalnej jaskini, w której gromadziła się woda. Studnia działała do końca VII w n.e.
- Kilka cerkwi wykutych w skałach w XII – XIII w z licznymi freskami (obecnie bardzo zniszczonymi przez turystów).

## Galeria

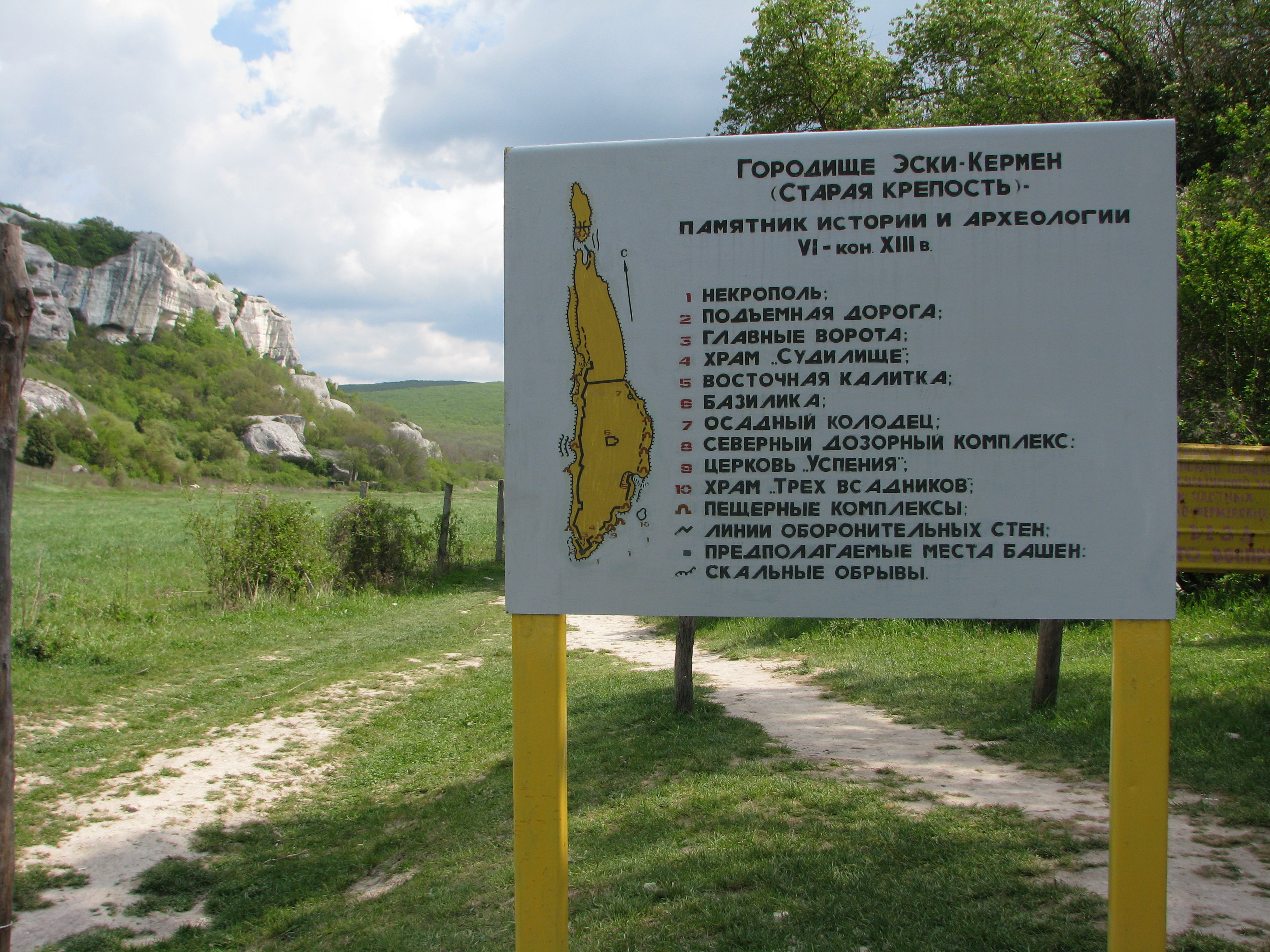
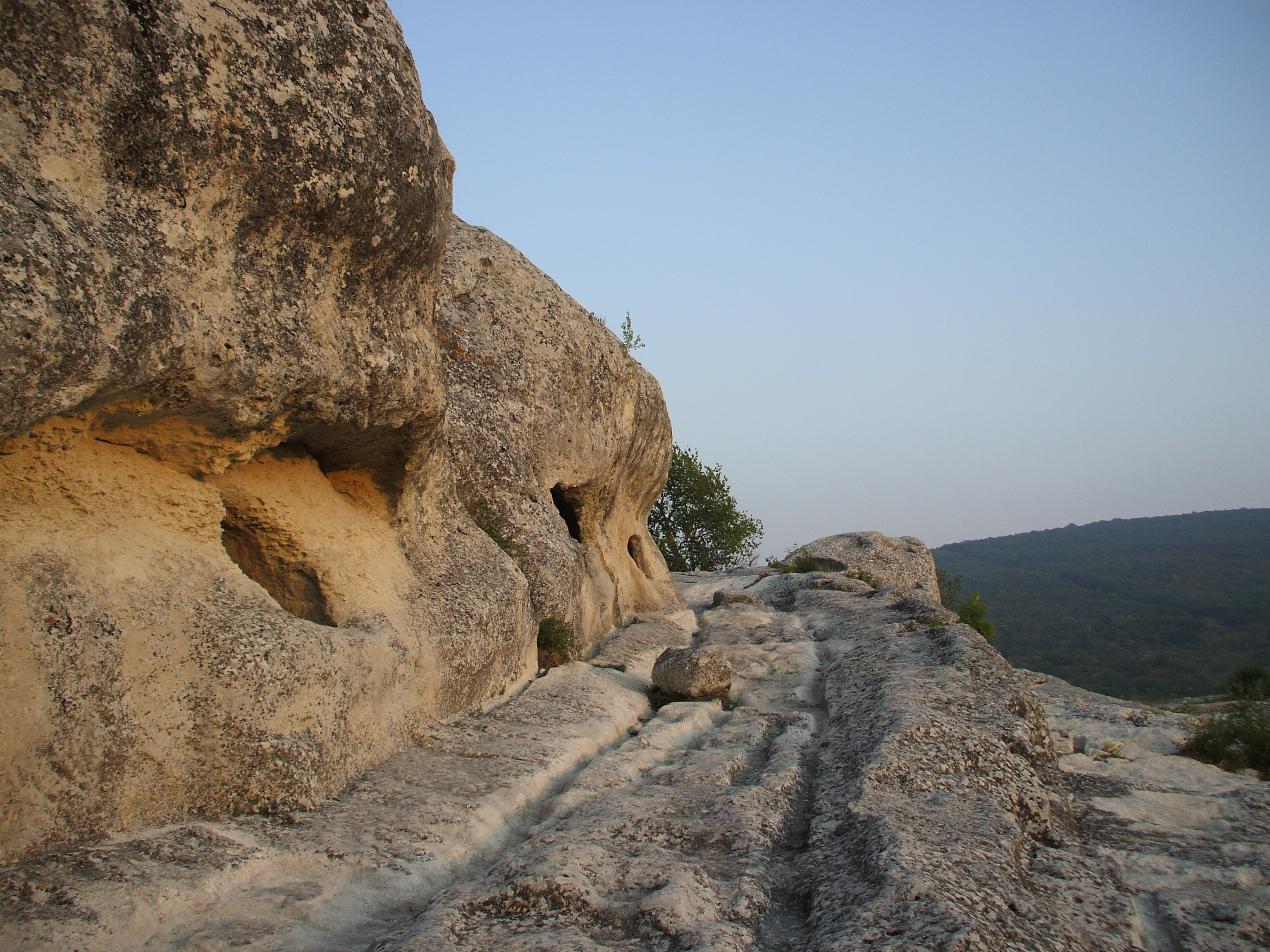
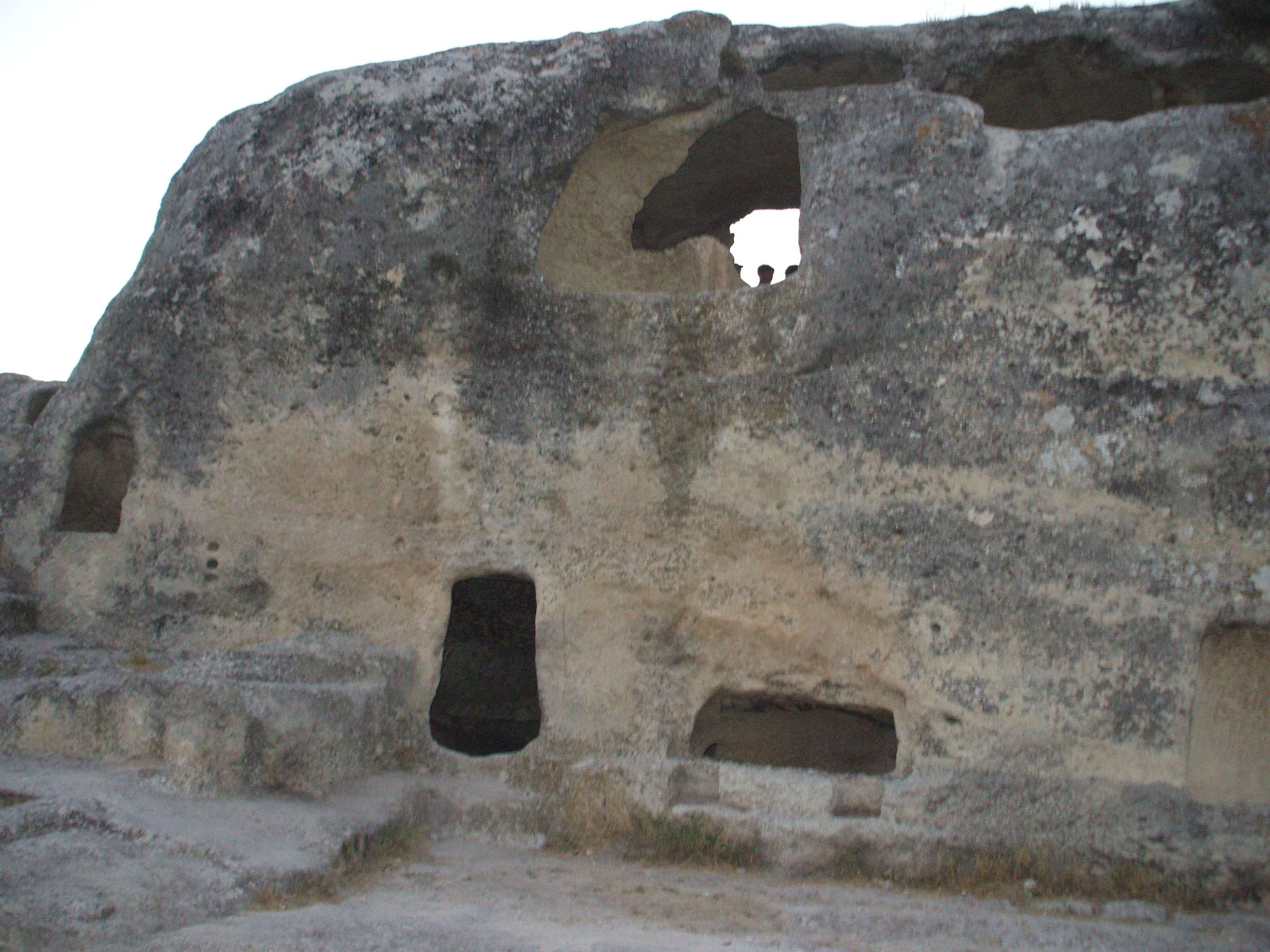
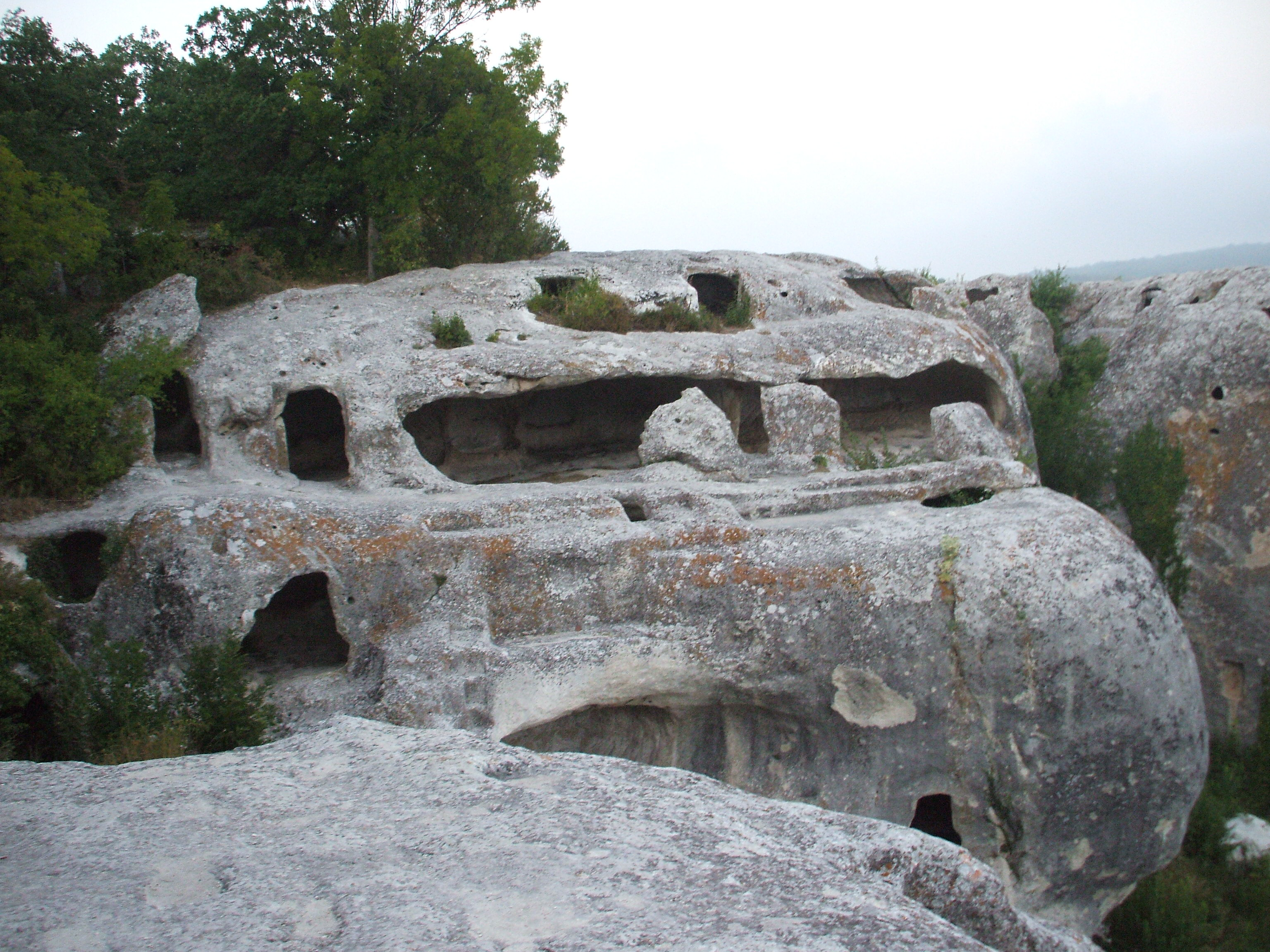
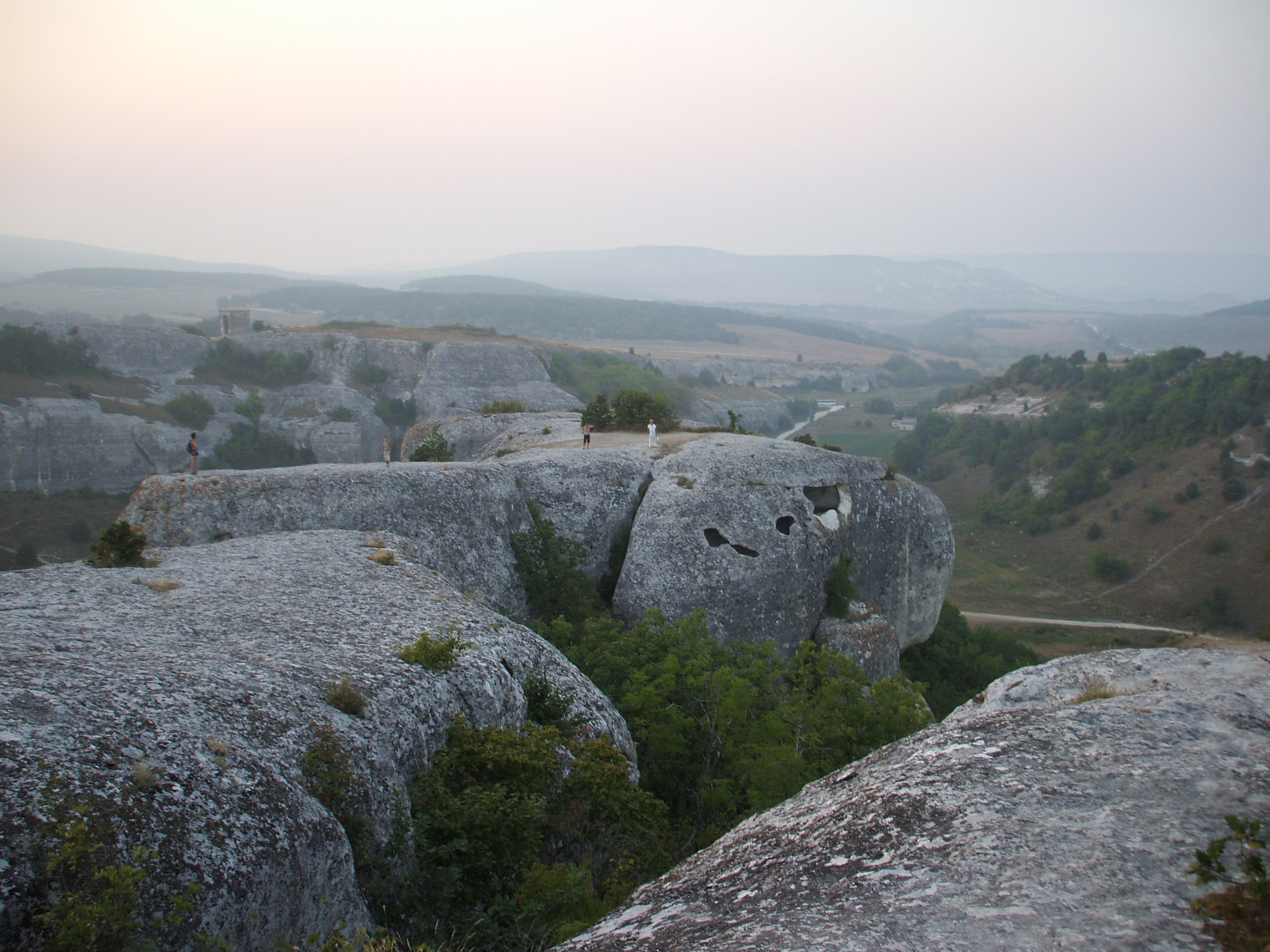
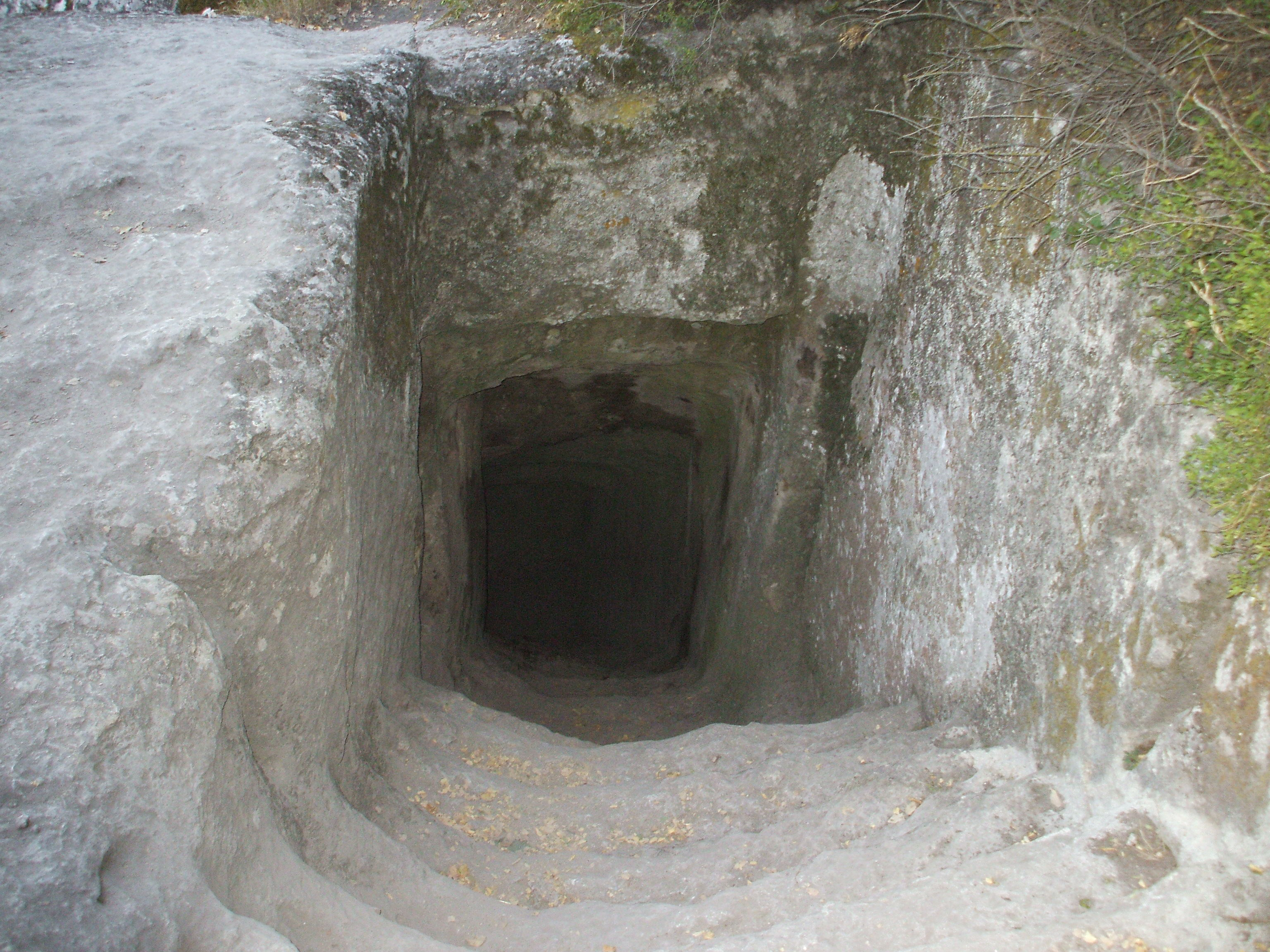